# Brzeg
Brzeg (uitspraakⓘ) (Duits: Brieg) is een stad in het Poolse woiwodschap Opole, gelegen in de powiat Brzeski. De oppervlakte bedraagt 14,61 km², het inwonertal 38.550 (2005).

## Geschiedenis
Op de plaats van een met aarden wallen versterkt dorp werd even voor 1250 een stad gesticht en volgens Duits stadsrecht ingericht door handwerkers en handelaren. De Piastenhertog Hendrik III van Silezië liet aan Gerkinus von Goldberg, Ortlif en Heinrich von Reichenbach de uitvoering over en deze zogenaamde lokatoren zullen de eerste burgers van de stad uit hun gebied van afkomst hebben aangetrokken. De gunstige ligging op een kruising van noord-zuid- en west-oost-georiënteerde handelswegen bevorderde de groei, hoewel Breslau als nabije concurrent deze beperkt hield. Rond 1300 had de stad stenen muren maar deze boden geen beveiliging tegen de Hussieten-invallen tussen 1428 en 1432 en moesten daarna versterkt worden. De kerken van de stad werden onder hertog Ludwig van Liegnitz-Brieg-Wohlau (Legnica-Brzeg-Wołów), tijdens zijn bewind (1352 tot 1398) opgericht of vergroot.
Inmiddels was het Silezisch hertogenhuis gesplitst in regionale hertogdommen en Brieg werd de residentie van dat van Liegnitz-Brieg-Wohlau. Zij verbraken de banden met het Poolse koningschap door in 1329 de koning van Bohemen als hun leenheer te kiezen en daarmee een deel van het Duitse Rijk te worden. Onder hertog Frederik II van Brieg werd de lutherse reformatie ingevoerd in 1523 en zijn opvolger Georg II van Brieg verrichtte de nieuwbouw van het slot en de herbouw van het afgebrande stadhuis, waarbij hij Italiaanse bouwmeesters en handwerkers aantrok. Zij vestigden een Italiaanse kolonie in de stad en hun aanwezigheid trok ook andere kunstenaars aan. Ondertussen was het hertogdom als leen onder de Habsburgers, als koningen van Bohemen, gekomen. Zij voerden in 1619 de contrareformatie in en dat leidde tot de Dertigjarige Oorlog (1619-1648) die een einde maakte aan de welvaart. De bevolking – voor de oorlog nog 3.600 – halveerde. De vrede liet de hertogen in hun bezit en de stad mocht haar lutherse godsdienst behouden. 
In 1675 stierf het hertogelijk piastengeslacht uit en kwamen hertogdom en stad rechtstreeks onder Habsburgs gezag, die de jezuïeten geld en ruimte verschaften om het katholicisme een basis te geven in kerken- en onderwijsinstellingen. Brieg kreeg daarmee deels het uiterlijk van een rooms-katholieke stad hoewel slechts voor een vierde deel van de bevolking zich liet bekeren; dit getal zou tot aan 1945 ongewijzigd blijven. In 1742 werd Brieg door Frederik de Grote, koning van Pruisen, veroverd en tot een vestingstad omgebouwd. De Habsburgse pogingen om Silezië terug te veroveren liepen vast op onder andere deze vesting.
Brieg werd bekend door een aantal middelbare scholen met een regionale reikwijdte.
Een nieuwe bloei bracht in 1757 het inwonertal op bijna 4.500, een aantal dat tot 1825 meer dan verdubbelde. De groei ging verder na de vestiging van kleinschalige industrieën. In 1875 was het inwonertal opnieuw bijna verdubbeld, nu tot 16.500. Daarna vlakte de groei iets af, maar in 1939 werd met 31.000 bijna weer een verdubbeling gehaald. 
In februari 1945 werden deze inwoners, voor zover niet gevlucht, na de komst van de Sovjet-troepen onder Pools gezag gesteld en verdreven. In hun plaats kwamen Polen (zie Verdrijving van Duitsers na de Tweede Wereldoorlog). Meer dan de helft van de gebouwen was verwoest en pas na 1970 woonden weer evenveel inwoners als voor de oorlog, in wat nu Brzeg heette. De groei van de stad werd getemperd door de nabije aanwezigheid van Wrocław (Breslau) als provinciale hoofdstad. Op het ogenblik wonen er 36.000 mensen. De lutherse kerken zijn in handen van de Rooms-Katholieke Kerk gegeven en de bebouwing van de stad is waar mogelijk gerestaureerd na de verwoestingen door de Sovjet-troepen. De grotere gebouwen, met name de kerken, het stadhuis en het hertogelijk paleis zijn herbouwd, maar overigens zijn talrijke gaten in de bebouwing met nieuwbouw opgevuld.

## Geboren in Brzeg
- Georg Gebel (der Jüngere) (1709-1753), hofcomponist in Dresden
- Renata Laqueur (1919-2011), Nederlands-Amerikaanse Holocaustoverlevende en taalkundige
- Kurt Masur (1927-2015), dirigent
- Kamil Bednarek (1991), Pools muzikant

## Verkeer en vervoer
- Station Brzeg

## Partnersteden
- Beroun (Tsjechië)